# Флаг Судиславского района
Флаг Судисла́вского муниципального района Костромской области Российской Федерации был утверждён 31 мая 2007 года и внесён в Государственный геральдический регистр Российской Федерации с присвоением регистрационного номера 3551.
Флаг составлен на основании герба Судиславского муниципального района по правилам и соответствующим традициям геральдики и отражает исторические, культурные, социально-экономические, национальные и иные местные традиции.

## Описание
Флаг Судиславского муниципального района представляет собой прямоугольное полотнище белого цвета с соотношением ширины к длине 2:3, воспроизводящее компоненты герба района: малиновый крест с шириной плеча в 1/12 длины полотнища между четырьмя зелёными соснами с корнями того же цвета.

## Обоснование символики
Флаг Судиславского муниципального района разработан на основе герба района, который отражает исторические, культурные и природные особенности района.
Судиславль — старинный русский город, основанный, согласно преданиям, сыном Владимира Святославовича Судиславом в конце X — начале XI веков. Судиславская земля имеет богатую историю. До XVII столетия город имел важное военно-стратегическое значение. С образованием Российской империи Судиславль постепенно превращается в торговый купеческий город. Зелёные сосны на флаге символизируют природные богатства района, в особенности лесные. Основу торговли Судиславля составляли грибы, их отправляли в Петербург, Москву и за границу. Хорошо известны были и Судиславские грибные базары. Активно развивалась деревообрабатывающая промышленность. Сосна — символ жизненной силы, долголетия и бессмертия.
Малиновый (пурпурный) крест на флаге символизирует Судиславль как город с богатыми православными культурными традициями: в XVIII—XIX веках он был известен как ведущий центр старообрядчества. Купец Папулин, живший здесь, собрал большое количество икон кисти Андрея Рублёва, строгановских иконописцев, древних поморов, старопечатные книги и рукописи.
Малиновый (пурпурный) цвет — символ достоинства, благородства, величия духа.
Белый цвет (серебро) — символ веры, искренности, мира.
Зелёный цвет символизирует природу, плодородие, надежду.